# Aranyosmarót
Aranyosmarót (szlovákul: Zlaté Moravce, németül: Goldmorawitz) város Szlovákiában. A Nyitrai kerület Aranyosmaróti járásának székhelye. Hizér (1970) és Perlep (1960) településeket csatolták hozzá. Az egykori Bars vármegye központja, jelenleg a Nyitrai kerület egyik fontos városa.

## Fekvése
Nyitrától 27 km-re északkeletre, a Zsitva partján fekszik.

## Története
A város területén már a paleolitikum korban laktak emberek. Első írott említése I. Géza magyar király 1075. évi oklevelében Maurod alakban fordult elő. 1113-ban a zobori apátság összeírásában Morowa néven említették. A településena 13. században már állt egy kis templom körülötte temetővel.
1386-ban Ghymes várának tartozékaként és a Forgáchok birtokaként szerepelt, majd Paluska György nevű birtokosa volt említve, aki egy Moravetz nevű némettel állt perben e birtok miatt. 1426-ban bizonyos ügyben Verebély, Nagyherestyén és Aranyosmarót vásárain kikiáltással idézték meg az alpereseket. 1530-ban és 1634-ben a török dúlta fel. A Paluska-család még a 18. század második felében is, mint a község földesura szerepelt, báró Paluska Keresztélynek, e család utolsó tagjának kihaltával, 1779-ben Migazzi Kristóf, bécsi biboros érsek és váczi püspök szerezte meg a maróti uradalmat. Ebben az időben Aranyosmarót Gülden-Marot és Moravce néven is szerepelt. A trencséni csata után Rákóczi a városon keresztül vonult vissza seregével. Az uradalomnak a 18. század elején 3915 lakosa volt. Aranyosmarót az 1700-as évektől Bars vármegye székhelye volt.
Az 1900-as évek elején Migazzi Irma, gróf Erdődy Imréné birtoka volt, kinek itt szép régi kastélya is volt, melynek alapját még a Paluska-család vetette meg, majd Migazzi Kristóf érsek teljesen átalakíttatta. 1530-ban és 1573-ban a törökök a községet feldúlták. 1615-ben már itt tartották a vármegye közgyűlését Lipthay Imre alispán elnöklete alatt, de csak a 18. század végén helyezték ide véglegesen a vármegye székhelyét. A község a Paluska-család idejében mint várost említették. Hajdan iparáról is híres volt. Az árpádházi uralkodók idején a Zsitva-patak homokjából aranyat mostak és ekkor itt kúnok laktak. Az itteni szabó- és a szücs-céh 1717-ben alakult. A 18. század elején nagy posztóipara volt, ezenkívül híresek voltak a takácsai és a vargái is. Katolikus templomát gróf Migazzi Kristóf építtette 1785-ben, majd 1823-ban átalakították. Ez a templom műkincsekben gazdag. 

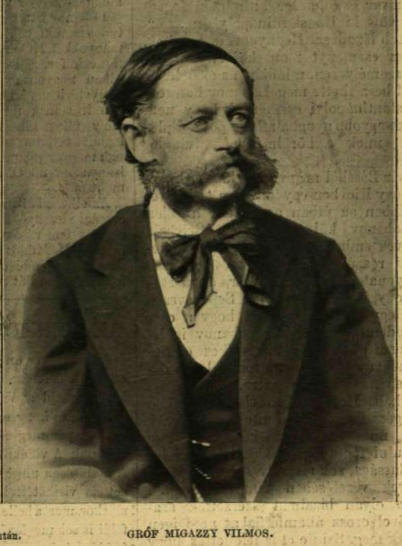
Váli és sonnenthurmi gróf Migazzi Vilmos (1830–1896), császári kamarás, országgyűlési képviselő, Bars vármegye főispánja, az országos halászati egyesület megalapítója, aranyosmaróti nagybirtokos

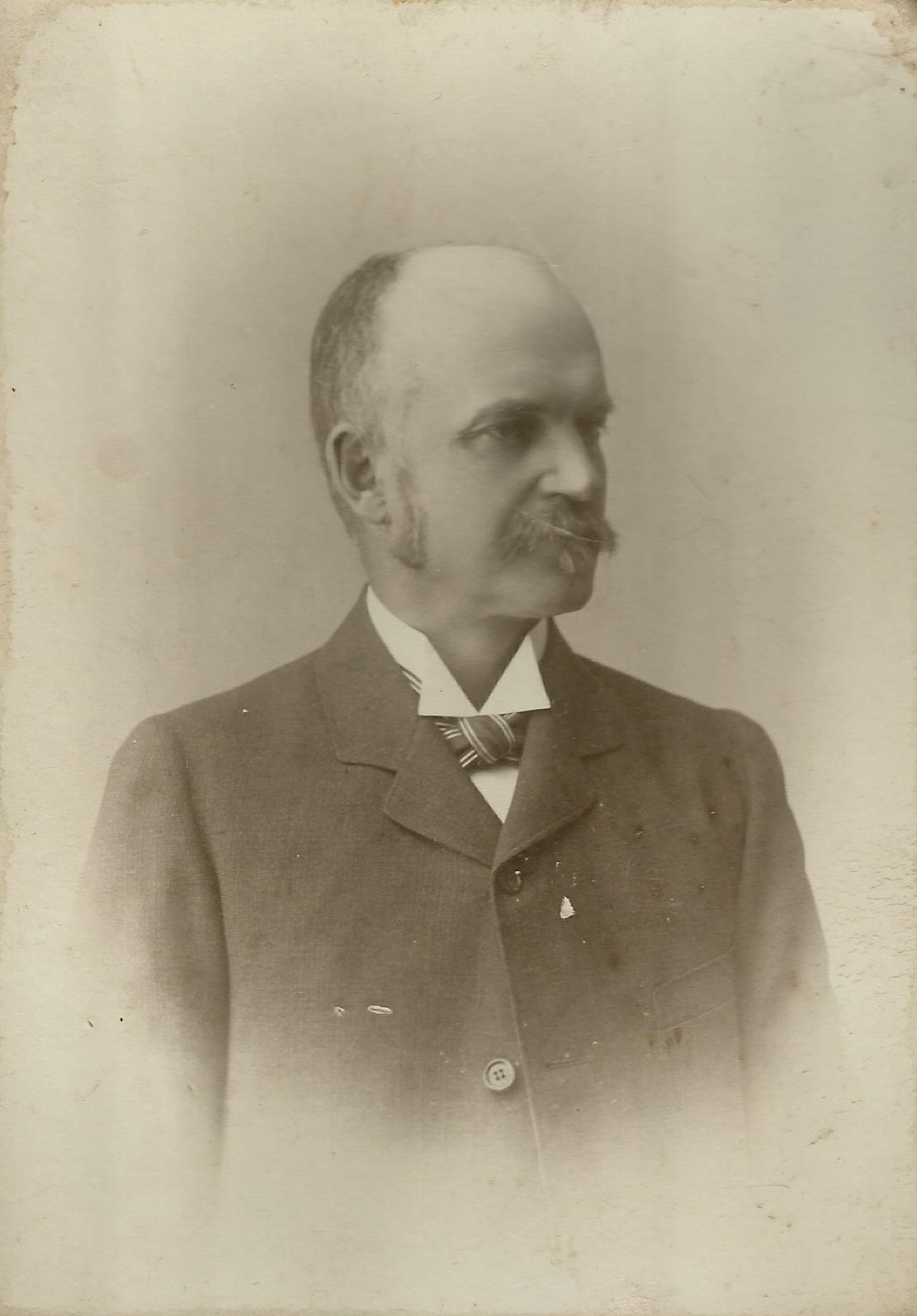
Persai dr. Persay Ferenc (1854–1937) jogász, ügyvéd, Bars vármegye utolsó magyar alispánja

Gróf Migazzi Vilmos, a vármegye főispánja, 1887-ben díszes mauzoleumot emelt, melyben ő és neje, Marczibányi Antónia, e család utolsó sarja nyugszanak. Az 1800-as évek elején több malma is volt a Zsitván, közöttük fürészmalma is. A 19. század elején a vármegye székhelye, uradalmi téglagyára, kályhagyára és hengermalma, valamint a Bracs-féle majolika-festészete volt, a megszünt cukorgyárának hatalmas épületét a Haas-féle részvénytársaság vette meg szőnyeggyár céljaira.
Vályi András szerint "ARANYOS MARÓT. Gülden Marot. Marovtze. Régi népes mező Város Bars Vármegyében, földes Ura Gróf Migázzy Uraság, lakosai katolikusok, fekszik Kis Tapoltsánhoz egy kis mértföldnyire, Gyimes, és Sz. Benedek között, szép épűletekkel, ’s kastélyokkal ékesíttetett. Nevezetes vala az előtt benne, a’ volt Paluskai Uraságnak élet tárja (Granarium) a’ Város piatzán építtetve, melly tágas, és magos épűlet, az alsó részében kalmár bóltok vagynak, a’ felső részei pedig búza tartásra rendeltettek; határja termékeny, kivált a’ búza termesztésre, mások felett alkalmatos, lakosai leginkább mesteremberek, és szorgalmatosak, ’s nevezetesen a’ gyapju mivelést annyira gyakorollyák, hogy a’ külföldiekhez közel hasonlító jó posztót szőnek, hét országos vásár szokott benne esni, mellyek elég népesek, régenten a’ Gyimesi Uradalomhoz tartozott, néhai Paluskai György vette meg magának, a’ hozza tartozó egész uradalommal együtt, ki is e’ Városnak ékesítésére, ’s népesítésére különös gondgyát függesztvén, Aranyos nevet is ada e’ Városnak; kétség kivül, hogy más hasonló nevű helységektöl meg külömböztesse. Bétsi Érsek, MIGÁZZI Kardinális is, sokat kőltött e’ kedves múlattságos lakóhelyének felékesítetésére: nevezetesen a’ Templom’, Plébánia’, ’s Kastélya épűlettyeire. Bővelkedik szőlökkel is, mellyek gyümöltsös fákkal gazdagok, legelője elég, földgyei, és réttyei jók, malma helyben, Szent Benedeken is piatza, kereskedésre, ’s a’ szomszédságban vagyonnyainak eladására jó módgya; de mivel fája nintsen elég, a’ második Osztályba tétettetett."
Fényes Elek így ír róla: "Aranyos-Maróth, tót m.-v., Bars vmegyében, a Zsitva partja mellett, Nyitrától 6 mfdnyire, 1394 kath., 2 evang., 2 ref. lak., kik földmivelésből, mesterségekből, posztó csinálásból táplálják magokat. Több csinos épületei közt emlitést érdemlenek a szép kath. paroch. templom, mellyet Migazzi Cardinalis épittetett; az uraság kastélya s gyönyörü kertje; a vármegye háza, stb. Vidéke Maróthnak kies és termékeny; erdeje szép; legelője szüken. Van liszt- és fürészmalma; heti és országosvásárjai. F. u. a g. Migazzi örök., s feje egy uradalomnak. Ut. posta Verebély."
A város ipari fejlődése a 19. század végén indult meg. Sörgyár, cukorgyár, téglagyár, gőzmalom létesült és megindult a textilipar, szőnyeggyártás is. 1891-ben beindult a vasúti közlekedés Kistapolcsány és Érsekújvár felé. A 18. század végétől 1918-ig Bars vármegye székhelye.
1919. január 6-án a magyar kaszinóba cseh katonák törtek be, mely 3 tisztviselő halálával végződött. 1919. június 5-én a magyar Tanácsköztársaság hadserege visszafoglalta Csehszlovákiától, ám 8-ára a Garam mögé szorították vissza őket. A helyi polgári lakosság is felvette a harcot a cseh legionáriusok ellen, ami véres megtorlást, a magyar kisebbségi vezetők (Patay László táblabíró, Ruffy Lajos finánc, dr. Jakubovics József táblabíró, Weisz Adolf üzletvezető és Lőwy Maxim üzletvezető) kivégzését eredményezte. Az Első bécsi döntés nem érintette.

## Népessége
| Év:            | 1994.  | 2004.    | 2014.    | 2024.   |
| -------------- | ------ | -------- | -------- | ------- |
| Emberek száma: | 15 694 | 13 554   | 11 855   | 11 762  |
| Eltérés:       |        | -13,63 % | -12,53 % | -0,78 % |

| Év:            | 2023.  | 2024.   |
| -------------- | ------ | ------- |
| Emberek száma: | 11 803 | 11 762  |
| Eltérés:       |        | -0,34 % |

| Év   | Népesség (fő) | Nemzetiségek (fő) | Nemzetiségek (fő) | Nemzetiségek (fő) | Nemzetiségek (fő) | Nemzetiségek (fő) |
| Év   | Népesség (fő) | Szlovák           | Magyar            | Német             | Egyéb             | Ismeretlen        |
| ---- | ------------- | ----------------- | ----------------- | ----------------- | ----------------- | ----------------- |
| 1880 | 2 251         | 1 207             | 699               | 239               | 106               | -                 |
| 1890 | 2 541         | 1 483             | 827               | 220               | 12                | -                 |
| 1900 | 2 786         | 1 245             | 1 429             | 102               | 10                | -                 |
| 1910 | 3 227         | 941               | 2 127             | 147               | 12                | -                 |
| 1919 | 3 131         | 2 236             | 802               | 75                | 18                | -                 |
| 1921 | 3 394         | 2 568             | 448               | -                 | -                 | -                 |
| 1930 | 3 536         | 3 075             | 229               | -                 | -                 | -                 |
| 1970 | 9 229         | 9 092             | 21                | -                 | -                 | -                 |
| 1980 | 14 119        | 13 946            | 46                | -                 | -                 | -                 |
| 1991 | 15 820        | 15 491            | 54                | -                 | 200               | -                 |
| 2001 | 15 618        | 15 164            | 45                | -                 | 66                | -                 |
| 2011 | 12 337        | 11 714            | 71                | 4                 | 157               | 397               |
| 2021 | 11 946        | 10 633            | 36                | -                 | 294               | 983               |

## Nevezetességei

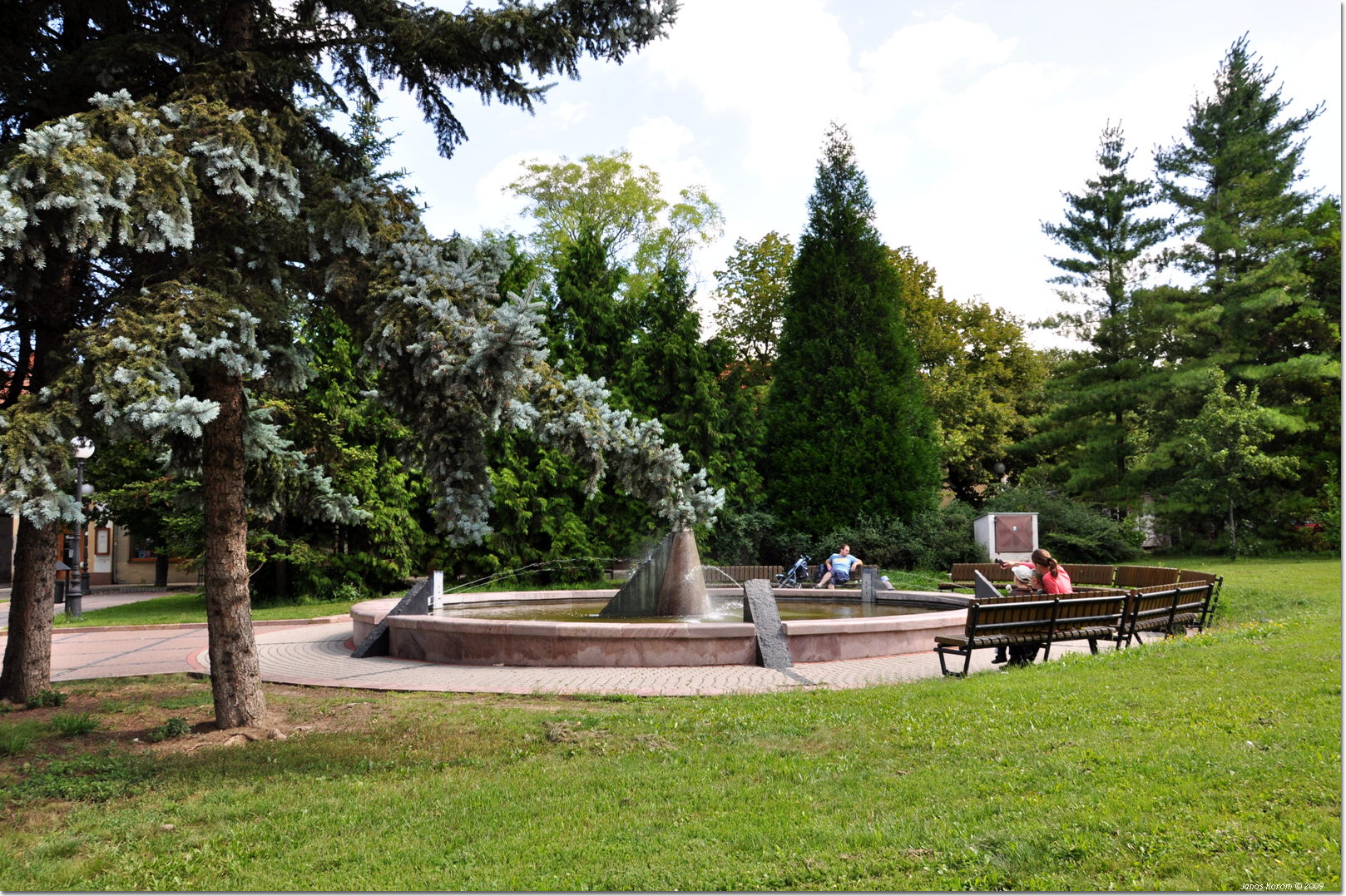
Park

- 17. századi, eredetileg reneszánsz Migazzi-várkastély, 1789-ben barokk-klasszicista stílusban építették át. Ma a városi múzeum van benne.
- Bars vármegye egykori vármegyeháza (1700-ban épült).
- Szent Mihály templomát 1785-ben Migazzi Kristóf bíboros építtette barokk-klasszicista stílusban.
- A Migazzi család neoromán stílusú mauzóleuma 1885-ben épült.
- Múzeumának gazdag helytörténeti és néprajzi gyűjteménye van.
- A város régi temetőjében nyugszik és a sírkertben emelt obeliszkkel díszítve áll Simkovith János és felesége, Kuhn Terézia sírja, aki fiatalon részt vett az 1848-49-es szabadságharcban, alhadnagyi rangban. Később a város és Bars vármegye elismert és megbecsült közszolgája lett, alispáni rangig vitte és a köznép szeretetét is jelzi, hogy ilyen díszes sírkertet állítottak neki. A sírkert az 1990-es évek közepéig rettentően elhanyagolt volt, valószínűleg a leszármazottak hiánya miatt. Ekkor zoborvidéki fiatalok híradása nyomán egy budapesti baráti társaság – a Történelmi Emlékhelyeket Ápoló Társaság – a Hadtörténeti Múzeum Hadisírgondozó Irodája támogatásával a sírkertet teljesen felújította. Téves és valótlan az az állítás tehát – mely több helyen is megjelent –, hogy a sírkertet egy dunaszerdahelyi illetőségű 'Pro Pátria' egyesület állította helyre; ők csak koszorút helyeztek el a síron a 2002. március 15-i ünnepség során. Azóta a március 15-i Nyitra-vidéki megemlékezések rendszeres ünnepi helyszíne az aranyosmaróti Simkovith sírkert.
- Izraelita temető

## Híres emberek

### Aranyosmaróton születtek
- Itt született 1828-ban Samassa József bíboros, egri érsek.
- Itt született 1858-ban Dudek János római katolikus pap, teológiai doktor, egyházi író, egyetemi tanár.
- Itt született 1876-ban Ágoston Emil építész.
- Itt született 1879-ben Nagyiványi Zoltán író, ügyvéd.
- Itt született 1887-ben Gragger Róbert irodalomtörténész.
- Itt született 1900-ban Lágyi Kornél Imre, a jászóvári prémontrei kanonokrend főlevéltárnoka, a rend egyik történetírója.
- Itt született 1900-ban Patay Éva festő.
- Itt született 1902-ben Cziffery József magyar származású uruguayi festőművész.
- Itt született 1904-ben Štefan Rakovský pedagógus, muzeológus.
- Itt született 1921-ben Rényi Kázmér orvos.
- Itt született 1924-ben Antal Elvira festőművész.
- Itt született 1959-ben Sándor Eleonóra néprajzkutató, újságíró, politikus.

### Aranyosmaróton éltek
- Itt szolgált Kürtössy András (1648-1732) királyi tanácsos, prépost-kanonok és választott püspök.
- Itt szolgált Krammer Jenő (1900-1973) irodalomtörténész, egyetemi tanár, pedagógiai író, szociálpszichológus.
- Itt nyugszik Janko Kráľ szlovák költő, Jókai jurátustársa.
- Itt hunyt el 1896-ban gróf váli és sonnenthurmi Migazzi Vilmos császári kamarás, Bars vármegye főispánja, a főrendi ház tagja.
- Itt élt dr. persai Persay Ferenc (1854–1937), jogász, ügyvéd, Bars vármegye utolsó magyar alispánja.

## Kultúra
- A Zlatňanka népzenei együttest 1990-ben alapították.